# شركة هندوستان آيرونوتيكس
شركة هندوستان آيرونوتيكس  (بالإنجليزية: Hindustan Aeronautics Limited)‏، المعروفة اختصارا ب "هال"(HAL)، هي شركة هندية، لإنتاج معدات الفضاء والدفاع، مملوكة للدولة الهندية، تأسست في عام 1940. يقع مقرها في بنغالور، كارناتاكا، الهند. وتخضع أعمال الشركة للإشراف والإدارة من قبل وزارة الدفاع الهندية. وهي المعنية في المقام الأول في عمليات صناعة الطيران. والتي تشمل تصنيع وتجميع الطائرات والملاحة والمعدات المتعلقة بالاتصالات والمطارات.
شركة هندوستان لديها تاريخ طويل من التعاون مع عدة وكالات الفضاء الدولية والمحلية الأخرى مثل:إيرباص، بوينغ، لوكهيد مارتن، سوخوي، شركة صناعات الفضاء الإسرائيلية، ميكويان، بي إيه إي سيستمز، رولز رويس القابضة، داسو للطيران، توبوليف، إليوشن، دورنير للطائرات, ومنظمة البحوث الفضائية الهندية.

## التاريخ

### الطائرات المقاتلة
- HF-24 Marut — Mk1 and Mk1T
- تيجاس هال — طائرة خفيفة مقاتلة

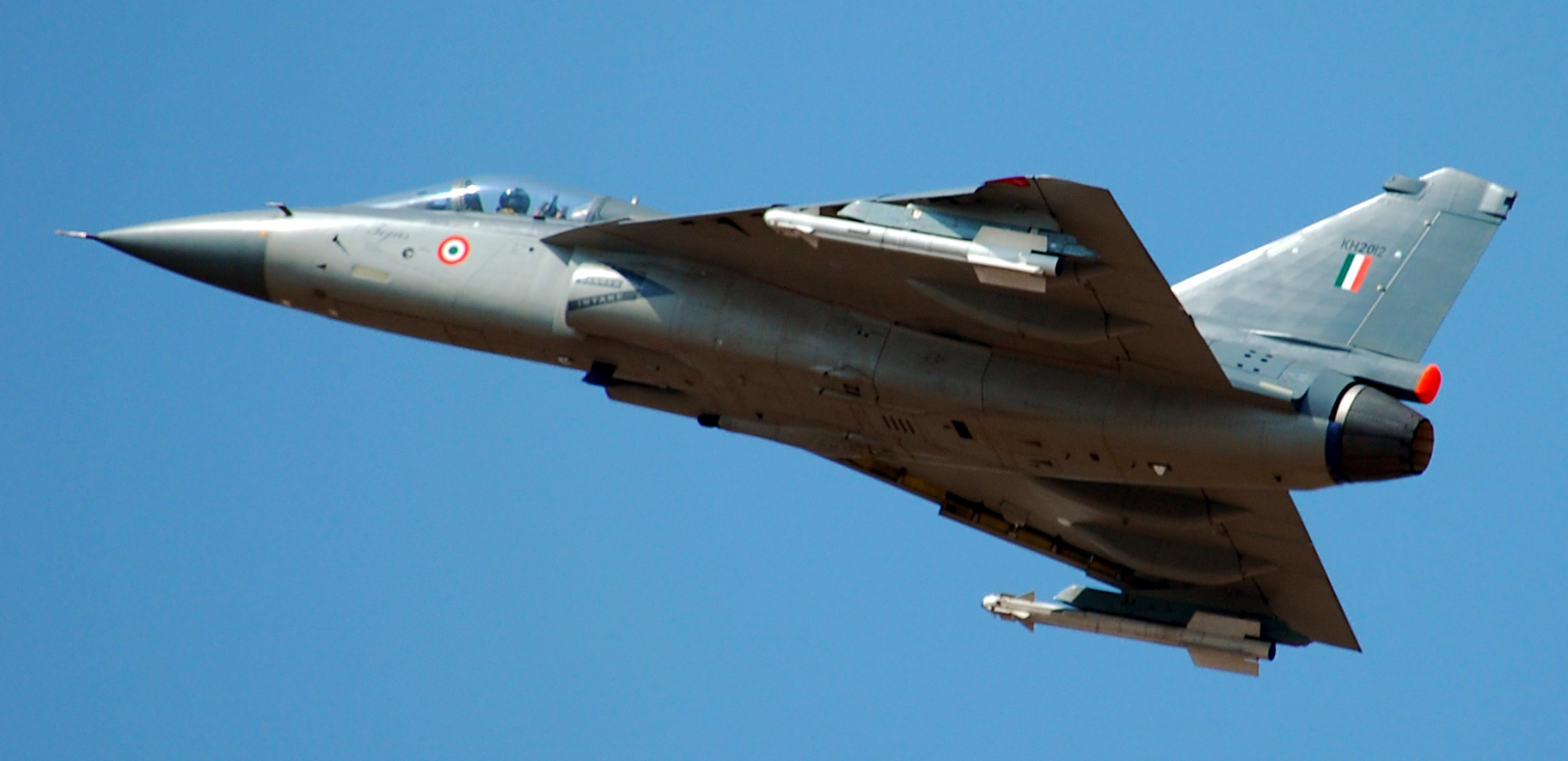
HAL Tejas

- سوخوي سو-30 إم كي آي — مشتقة من طراز سوخوي سو 27 وبمشاركة مع شركة سوخوي
- FGFA — قيد التطوير المشترك مع شركة سوخوي
- الطائرة المقاتلة المتوسطة — مقاتلة شبح هندية (تحت التطوير).